# A Haunting
A Haunting este un documentar american difuzat pe Discovery Channel și Investigation Discovery channel. Episoadele cuprind relatări și întâmplări dramatice bazate pe o varietate de întâlniri și experiențe paranormale. Originalul „A Haunting” a produs în 2005, patru sezoane adică 39 de episoade. Discovery România l-a difuzat sub titlul "Fenomene stranii"

## Fundal
A Haunting a început cu doua rubrici de durată aparte, „A Haunting in Connecticut” și „A Haunting în Georgia” care au fost dezvoltate de către Allison Erkelens, care de asemenea a servit pe post de scriitor principal. Rubricile au fost produse de Tom Naughton și Nicolas Valcour pentru "New Dominion Pictures". Bazat pe ratinguri puternice, A Haunting devine un serial de 1 ora pe Discovery Channel, produs de Larry Silverman.
A Haunting a acoperit câteva incidente, incluzând vânătorile tradiționale, atacuri din partea demonilor, posesii și viziuni secrete. Seriile acoperă incidente variate din locații aflate de-a lungul Statelor Unite al Americii, dar și patru episoade care au fost fixate în Canada, Anglia, Irlanda și Taiwan. Episoadele sunt de obicei „așezate” în apartamente , case, ferme, zone comerciale și chiar regiuni întinse din afara casei. Cele mai multe episoade prezintă câteva întâmplări paranormale și experiente care sunt acompaniate de comentarii din partea oricărui martor sau investigator. Conform lui Silverman, scriitorul show-lui caută povești și apoi „filtrează” întâmplările cu destul conținut substanțial. El a adăugat în plus că episoadele sunt strict bazate pe întâmplările victimelor. Oricum, Billy Bean, ale cărui experiențe reale din viața personală au fost caracterizate în episodul "House of the Dead", pretinde că producătorii show-lui au sporit cu greu întămplarea sa.
Episoadele ce s-au repetat des, sunt cele în care victimele vânătorii încep să facă incidente caracteristice, care treptat devin mai frecvente și bizare. Refuzul este cel mai frecvent, la prima reacție. Când situația escaladează oricum, și oricare justificare tradițională posibilă este explorată, fiecare contactează un investigator paranormal, un preot sau un medium spiritual pentru ajutor. În unele cazuri, victimele au succes și sunt capabile să rezolve problemele cu spiritele lumii de dincolo, în timp ce alte victime sunt forțate să-și părăsească locuința. Anumite episoade au de asemenea comentarii din partea vestiților Ed și Lorraine Warren, care actual au investigat câteva din cazurile A Haunting. Episodul „The Dark Side” a fost dedicat în memoria lui Ed Warren care a intrat în tărâmul umbrelor în 2006.